# Stefania Jabłońska
Stefania Jabłońska-Bernatowicz, właśc. Stefania Szela Ginsburg-Jabłońska (ur. 7 września 1920 w Mohylewie, zm. 8 maja 2017 w Warszawie) – polska lekarka, profesor nauk medycznych, specjalista dermatolog.

## Życiorys
Urodziła się 7 września 1920 w Mohylewie jako Rachela Ginsburg. Ojciec, Emil Ginsburg był ekonomistą, natomiast matka, Bella – lekarzem dermatologiem. Siostra prof. Ireny Hausmanowej-Petrusewicz. W wieku 6 lat przeprowadziła się wraz z rodziną do Warszawy. Ukończyła w 1937 Gimnazjum Towarzystwa Zjednoczenia Nauczycieli w Warszawie, składając egzamin dojrzałości. Następnie podjęła studia medyczne, początkowo w Warszawie (1937–1938), następnie we Lwowie (1938–1939), i dalej we Frunze. Dyplom lekarza uzyskała w 1942. Do wiosny 1943 pracowała jako lekarz ogólny we Frunze i okolicach. W latach 1943–1944 była lekarzem w Armii Czerwonej.
Specjalizację z dermatologii zdobywała w latach 1944–1946 w Wydziale Patologii Skóry Akademii Nauk ZSRR w Leningradzie, pod kierunkiem radzieckiej profesor Olgi Podwysockiej. Zatrudniona na etacie lekarza Ministerstwa Bezpieczeństwa Publicznego (VI Departament Więziennictwa) w więzieniu mokotowskim w latach 1947–1949. Jako stypendystka WHO (1949) pracowała na stanowisku asystenta w University of Pensylvania w Filadelfii.
Tytuł doktora uzyskała w 1950 na podstawie pracy Cechy histologiczne odczynów skórnych na tuberkulinę i wyciągi z prątków gruźlicy, a stopień doktora habilitowanego w 1951 Tytuł profesora nadzwyczajnego uzyskała w 1954, natomiast profesora zwyczajnego nauk medycznych otrzymała w 1974.
W latach 1946–2006 pracowała w Klinice Dermatologicznej Uniwersytetu, a później Akademii Medycznej w Warszawie, pełniąc w latach 1949–1990 funkcję ordynatora po Marianie Grzybowskim. W roku 1956 we współpracy z kierownikiem Kliniki Dermatologii w Monachium – prof. Alfredem Marchioninim, zapoczątkowała polsko-niemiecką współpracę naukową, umożliwiającą polskim naukowcom półroczne stypendia naukowe z zakresu dermatologii na Uniwersytecie Monachijskim.
Jako pierwsza na świecie, w 1972 roku, sformułowała hipotezę o onkogennym działaniu wirusów brodawczaka u chorych z rzadką chorobą genetyczną – Epidermodysplasia verruciformis (EV). We współpracy z prof. Gerardem Orthem z Instytutu Pasteura w Paryżu scharakteryzowała molekularnie pierwsze onkogenne wirusy oraz wykazała, że zakażenie tymi wirusami nie przenosi się na osoby zdrowe o innym układzie genetycznym. Za prace nad EV Jabłońska wraz z Orthem otrzymali Nagrodę Roberta Kocha, wręczoną w 1985 na uroczystym posiedzeniu przez prezydenta Niemiec Richarda von Weizsäckera.
Badała także patogenezę sklerodermii oraz zajmowała się diagnostyką chorób pęcherzowych.
W latach 1962–1982 i 1987–1995 była prezesem Polskiego Towarzystwa Dermatologicznego, a następnie pozostała jego Honorową Przewodniczącą. Była także honorowym członkiem towarzystw dermatologicznych w 46 krajach oraz honorowym członkiem 8 międzynarodowych towarzystw naukowych niedermatologicznych. Zasiadała w Honorowym Komitecie Naukowym redakcji „Przeglądu Dermatologicznego”.

Autorka podręczników akademickich, m.in. Choroby skóry (ostatnie wydania razem ze Sławomirem Majewskim) oraz artykułów. Promotor 69 prac doktorskich, 24 prac habilitacyjnych i wychowawca 15 profesorów.

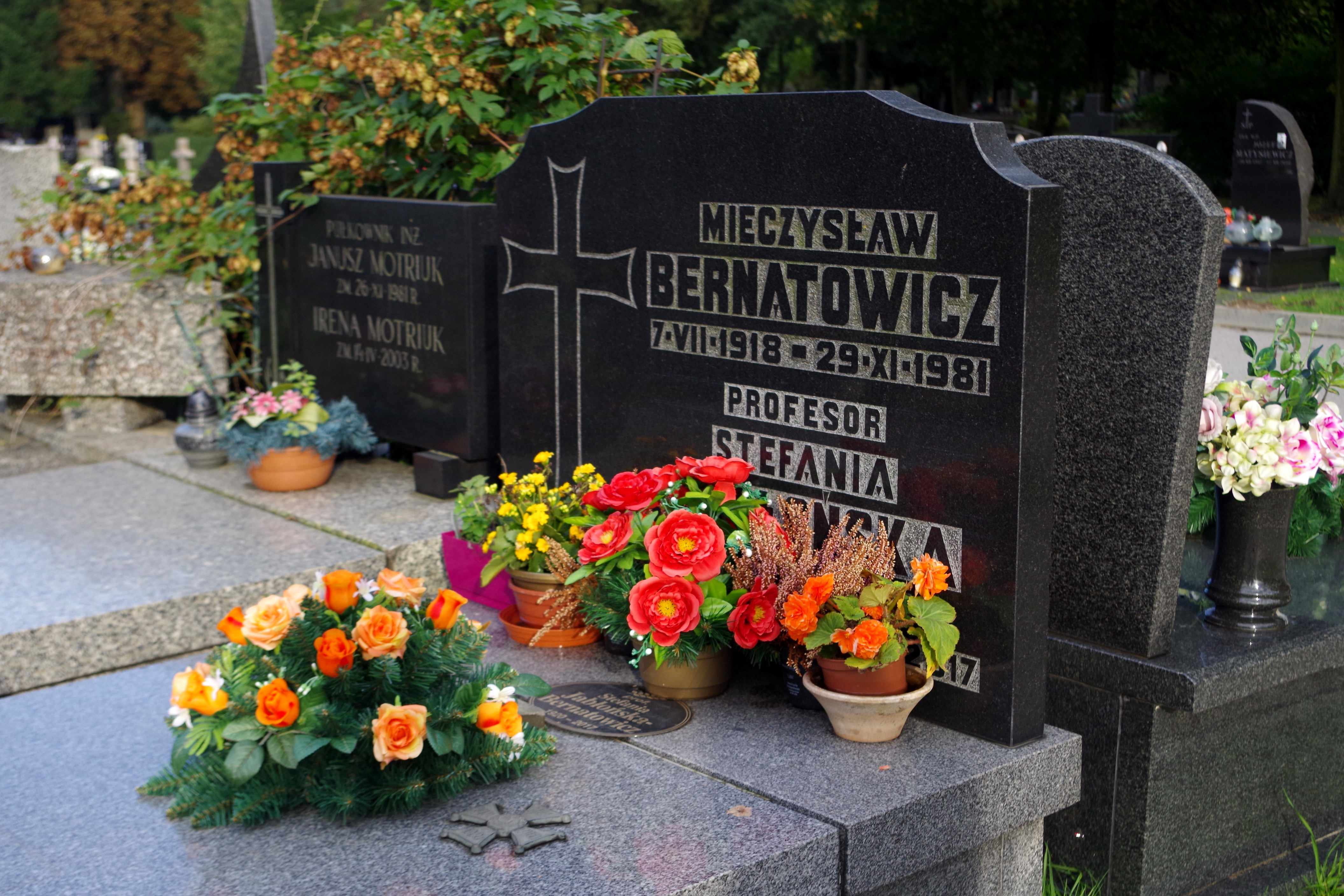
Grób Stefanii Jabłońskiej na cmentarzu Wojskowym na Powązkach w Warszawie

13 stycznia 1955 została odznaczona Medalem 10-lecia Polski Ludowej. Laureatka Nagrody Międzynarodowego Towarzystwa Dermatologicznego – Medal im. Marii M. Duran (2002). Była jednym z najczęściej cytowanych naukowców polskich oraz członkiem honorowym 48 towarzystw naukowych na świecie m.in. Niemieckiej Akademii Przyrodników Leopoldina (od 1961) czy Królewskiego Instytutu Nauk Przyrodniczych Belgii.

## Życie prywatne
Mężem Stefanii Jabłońskiej w latach 1944–1966 (rozwód) był prof. Paweł Segał (1919–2012), lekarz okulista.
Zmarła w Warszawie, pochowana 15 maja 2017 na cmentarzu Wojskowym na Powązkach (kwatera MII-2-13).